# آن تورنر (كاتبة أسترالية)
آن تورنر (بالإنجليزية: Ann Turner)‏ هي كاتبة سيناريو ومخرجة أسترالية، ولدت في 1960.

## وصلات خارجية
- آن تورنر على موقع IMDb (الإنجليزية)
- آن تورنر على موقع روتن توميتوز (الإنجليزية)
- آن تورنر على موقع ألو سيني (الفرنسية)
- آن تورنر على موقع أول موفي (الإنجليزية)
- آن تورنر على موقع قاعدة بيانات الأفلام السويدية (السويدية)
- آن تورنر على موقع قاعدة بيانات الفيلم (الإنجليزية)
- آن تورنر على موقع كينوبويسك (الروسية)